# 华人咨询服务处
华人咨询服务处（英語：Chinese American Service League），简称“华咨处”，是美国芝加哥的一个非政府社区组织，目前是美国中西部地区最大的非营利华人服务机构。

## 历史
由黃羅瑞雄（Ms. Bernie Wong）创建于1978年。旨在提供社会服务于当地华人，比如英语学习班，工作培训和华人的保育服务。